# Julian Pratschner
Julian Pratschner (* 29. Dezember 1996 in Korneuburg) ist ein österreichischer Handballspieler.

## Karriere
Der gebürtige Korneuburger begann seine aktive Profi-Karriere 2014 bei der SG Handball West Wien. 2022 wechselte der Rechtshänder zu WAT Fünfhaus. Aufgrund einer Verletzung von Tobias Auss lief Pratschner in der Saison 2022/23 für den UHK Krems auf. Im Jänner 2024 wurde er vom UHC Hollabrunn verpflichtet. Im Sommer 2024 wechselte er zum deutschen Drittligisten HC Empor Rostock.
Für das österreichische Nationalteam lief Pratschner bisher 18 mal auf und konnte 29 Tore erzielen.

## HLA-Bilanz
| 2014/15   | SG Handball West Wien                                           | HLA                                                             | 0                                                               | 0/0                                                             | 0                                                               |                                                                 |                                                                 |                                                                 |                                                                 |                                                                 |
| 2015/16   | SG Handball West Wien                                           | HLA                                                             | 5                                                               | 0/0                                                             | 0                                                               |                                                                 |                                                                 |                                                                 |                                                                 |                                                                 |
| 2016/17   | SG Handball West Wien                                           | HLA                                                             | 13                                                              | 1/2                                                             | 12                                                              |                                                                 |                                                                 |                                                                 |                                                                 |                                                                 |
| 2017/18   | SG Handball West Wien                                           | HLA                                                             | 31                                                              | 2/2                                                             | 29                                                              |                                                                 |                                                                 |                                                                 |                                                                 |                                                                 |
| 2018/19   | SG Handball West Wien                                           | HLA                                                             | 167                                                             | 35/41                                                           | 132                                                             |                                                                 |                                                                 |                                                                 |                                                                 |                                                                 |
| 2019/20   | Saison aufgrund der COVID-19-Pandemie in Österreich abgebrochen | Saison aufgrund der COVID-19-Pandemie in Österreich abgebrochen | Saison aufgrund der COVID-19-Pandemie in Österreich abgebrochen | Saison aufgrund der COVID-19-Pandemie in Österreich abgebrochen | Saison aufgrund der COVID-19-Pandemie in Österreich abgebrochen | Saison aufgrund der COVID-19-Pandemie in Österreich abgebrochen | Saison aufgrund der COVID-19-Pandemie in Österreich abgebrochen | Saison aufgrund der COVID-19-Pandemie in Österreich abgebrochen | Saison aufgrund der COVID-19-Pandemie in Österreich abgebrochen | Saison aufgrund der COVID-19-Pandemie in Österreich abgebrochen |
| 2020/21   | SG Handball West Wien                                           | HLA                                                             | 93                                                              | 9/15                                                            | 84                                                              |                                                                 |                                                                 |                                                                 |                                                                 |                                                                 |
| 2013–2021 | gesamt                                                          | HLA                                                             | 309                                                             | 47/60 (78 %)                                                    | 262                                                             |                                                                 |                                                                 |                                                                 |                                                                 |                                                                 |